# August Lambert
August Lambert (18 de febrero de 1916 - 17 de abril de 1945) fue piloto de la Luftwaffe y figura entre los 100 mejores ases de la Segunda Guerra Mundial, con 116 victorias acreditadas. Presenta la peculiaridad de que no perteneció a ninguna unidad de caza. En realidad, en términos de victorias aéreas, debería ser considerado como el as de ases de la aviación de asalto.

## Primeros años
Nacido el 18 de febrero de 1916 en Klesstadt, en Hesse, se unió a la Luftwaffe en 1937 y, aunque poseía el título de piloto desde 1938, pasó los siguientes cinco años como instructor de vuelo en diversos centros de entrenamiento. Tuvo que esperar hasta 1943 para que fuera destinado, en tanto que Oberfeldwebel y Flugzeugführer, al 2° grupo de la 1.ª escuadrilla de combate (II/.Sch.G.1), que pocos meses más tarde fue denominada Schlachtgeschwader 2 (SG.2) "Immelmann". El 23 de abril de 1943 efectuó su primera misión de combate, no obteniendo su primera victoria homologada, un Yakovlev Yak-9, sino casi un año más tarde, el 12 de febrero de 1944. Durante el intermedio, ya había acumulado casi 200 misiones de combate como apoyo aéreo a las tropas terrestres, habiendo destruido durante estas misiones un centenar de vehículos diversos, tanto automóviles como hipomóviles, así como numerosas baterías de artillería.

## Éxito en Crimea
En el curso de los combates defensivos que tuvieron lugar en Crimea (Batalla de Crimea de 1944) y en torno del puerto de Sebastopol, en la primavera de 1944, Lambert se revelará como uno de los mejores pilotos de Focke-Wulf Fw 190. En el curso de los cuatro meses de su estancia en el sector meridional del Frente Oriental, los pilotos de asalto del II/SG.2 abatirán 247 aparatos soviéticos, de los que cerca de una tercera parte se acreditan a August Lambert. Durante este período acumula algunas victorias múltiples:
- 10 de abril de 1944: 4 victorias (1 Yakovlev Yak-9, 1 Bell P-39 Airacobra y 2 Ilyushin Il-2 Sturmovik);
- 17 de abril de 1944: 12 victorias (de las que 5 eran Ilyushin Il-2 Sturmovik) en el curso de una única misión;
- 17 de mayo de 1944: 14 victorias;
- fines de mayo de 1944: 17 victorias en un solo día.

Una serie de victorias de tal magnitud no podía por menos que atraer la atención de los altos mandos, y con ese motivo fue citado no menos de cuatro veces en el Boletín Oficial de la Wehrmacht (Wehrmachtbericht): el 12 de abril (por la destrucción de 12 T-34 por su escuadrilla, de los que 5 le serán acreditados), y los 18 de abril, 5 de mayo y 8 de mayo. Ascendido a Oberleutnant, recibió la Ritterkreuz (Cruz de Caballero de la Cruz de Hierro) el 14 de mayo de 1944 por sus 90 victorias y 300 misiones.

## Últimos combates
Posteriormente, entre junio de 1944 y enero de 1945, fue nuevamente destinado a labores de instrucción de vuelo, no regresando al frente hasta marzo de 1945. Primeramente fue destinado al SG.151 y luego, como Staffelkapitän al 8/SG.77. Encontró la muerte cerca de Hoyerswerda, el 17 de abril de 1945, cuando su escuadrilla fue sorprendida en el momento del despegue por unos sesenta P-51 Mustang estadounidenses. Junto con él falleció otro as de los pilotos de asalto, el teniente Gerhardt Bauer (condecorado con la Ritterkreuz por haber cumplido 650 misiones). Ambos fueron inhumados al día siguiente en el cementerio de Hutberg, cerca de Kamenz.
En el curso de sus 350 misiones de combate, August Lambert no sólo había obtenido 116 victorias aéreas, sino que había destruido en el suelo varias decenas de carros de combate y más de 200 vehículos y piezas de artillería.
- Datos: Q73590